# پونیدراژکا
پونیدراژکا (به چکی: Ponědrážka) یک منطقهٔ مسکونی در جمهوری چک است که در ناحیه ییندریخوف هرادتس واقع شده‌است. پونیدراژکا ۶٫۳۶ کیلومتر مربع مساحت و ۸۸ نفر جمعیت دارد و ۴۲۳ متر بالاتر از سطح دریا واقع شده‌است.